# Большая Окунёвка (деревня)
Большая Окунёвка — деревня в Любинском районе Омской области. В составе Большаковского сельского поселения.

## История
Основана в 1826 г. Первыми жителями стали люди с Тамбовской области. В 1928 г. село Окунёвка состояло из 194 хозяйств, основное население — русские. Центр Окунёвского сельсовета Тюкалинского района Омского округа Сибирского края.

## Население
| 1926 | 2010 |
| ---- | ---- |
| 1215 | ↘44  |